# Барбивай, Орна
О́рна Барбива́й (ивр. אורנה ברביבאי‎) (род. 5 сентября 1962, Рамла, Израиль) — израильский политик и общественный деятель, министр экономики и промышленности Израиля с 13 июня 2021 по 29 декабря 2022 года, с марта 2024 года — глава фракции «Еш Атид» в совете муниципалитета Тель-Авива.
Депутат кнессета от партии «Еш Атид» в кнессетах 21-го, 22-го, 23-го, 24-го (до назначения по пост министра) и 25-го (до увольнения с целью представления кандидатуры на пост мэра Тель-Авива на муниципальных выборах) созывов, вице-председатель кнессета в кнессете 23-го созыва.
Генерал-майор запаса Армии обороны Израиля; в последней армейской должности: глава Управления кадров Генштаба армии (с июня 2011 года по сентябрь 2014 года).
Первая женщина в истории Государства Израиль, представленная к званию генерал-майора (алуф) Армии обороны Израиля.

## Биография
Орна Барбивай родилась в Рамле, Израиль, и выросла в районе Афула-Илит в городе Афула. Она была старшей из восьми детей в семье Эли Шохатмана, уроженца Румынии, и Цили Шохатман (урождённой Твис), уроженки Ирака.

### Военная карьера
В 1981 году была призвана на службу в Армии обороны Израиля. Исполняла ряд должностей в рамках Адъютантской (административно-строевой) службы армии (ивр. חיל השלישות‎). Помимо прочего командовала курсом офицеров адъютантской службы, возглавляла отдел по делам женщин на Базе приёма и распределения новобранцев (ивр. בקו"ם‎), командовала призывным пунктом города Беэр-Шева и служила адъютантом резервной дивизии.
В дальнейшем стала главой Отдела распределения (ивр. ענף מיון ושיבוץ‎), а затем главой Департамента личного состава (ивр. מחלקת סגל‎), в Командовании сухопутных войск.
В ноябре 2003 года Барбивай была назначена адъютантом Центрального военного округа, а в сентябре 2005 года была повышена в звании до бригадного генерала и назначена главой Адъютантской службы армии (ивр. קשל"ר‎).

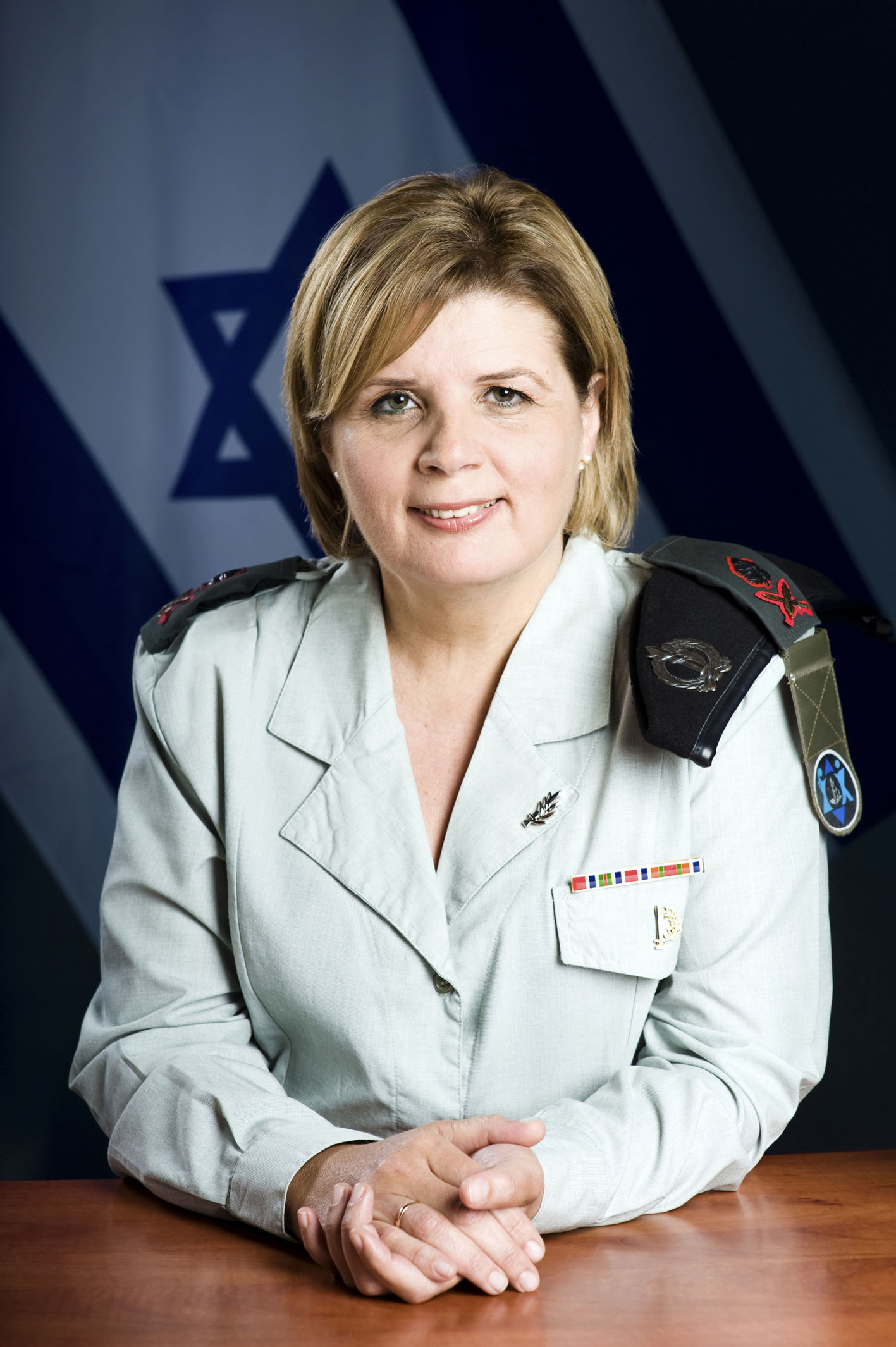
Орна Барбивай на посту главы Управления кадров, 2011

В декабре 2006 года стала главой Отделения кадров (ивр. רחכ"א‎) в Командовании сухопутных войск.
В июне 2008 года была назначена главой штаба (ивр. רמ"ט‎) Управления кадров Генштаба.
В соответствии с решением Начальника Генштаба, генерал-лейтенанта Бени Ганца, утверждённым министром обороны Эхудом Бараком, 23 июня 2011 года Барбивай было присвоено звание генерал-майора, и она вступила в должность главы Управления кадров Генштаба, сменив на посту генерал-майора Ави Замира. Таким образом Барбивай стала первой женщиной в истории Государства Израиль, представленной к званию генерал-майора (алуф).
Во время празднования Дня независимости Израиля в 2014 году Барбивай получила почётное право зажечь один из факелов на торжественной церемонии в честь праздника на площади на горе Герцля в Иерусалиме.
9 сентября 2014 года Барбивай передала командование Управлением кадров генерал-майору Хаги Тополянски и вышла в отпуск накануне выхода в запас из армии.

### После выхода в запас

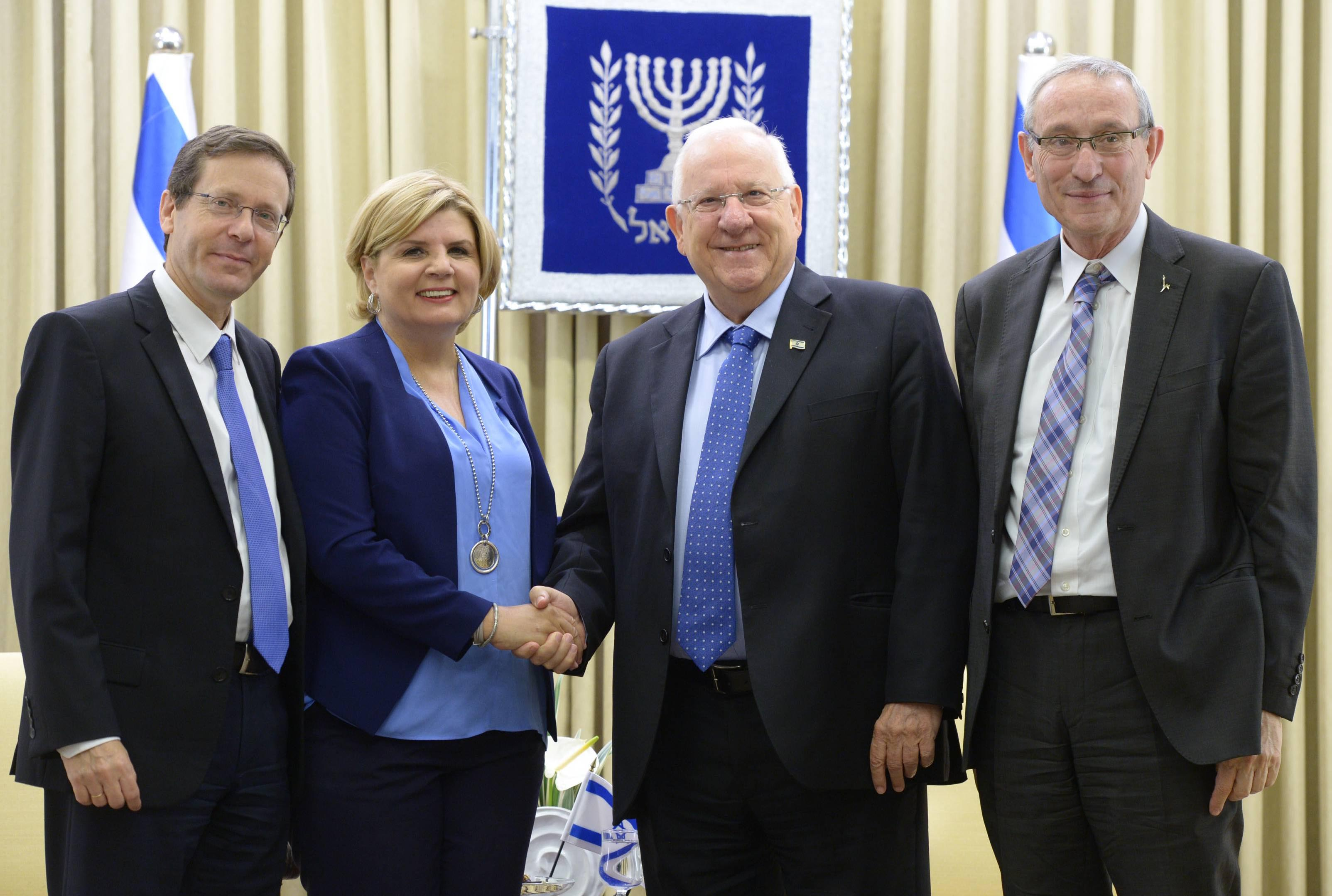
Орна Барбивай на церемонии награждения премией имени Хаима Герцога

По окончании военной службы Барбивай возглавила на добровольной основе кампанию по сбору пожертвований израильского отделения Международной женской сионистской организации (ВИЦО), а в 2015 году была назначена генеральным директором благотворительного Фонда национальных проектов.
Барбивай также входила в состав управляющих органов некоммерческой организации «Маоз» и Израильского института демократии.
Преподавала в Университете имени Бар-Илана и Междисциплинарном центре в Герцлии, а с сентября 2015 года по 2018 год была также председателем управляющего совета Академического колледжа Изреельской долины.
Также была ведущей радиопередачи «Рецуат битахон» на тему отношений армии и общества на радиостанции «Галей Цахаль».
В мае 2016 года Барбивай была удостоена премии имени Хаима Герцога за выдающиеся достижения в сфере безопасности Израиля, включая продвижение участия женщин в военной службе и лидерство в продвижении общественных и образовательных проектов, как во время службы в армии, так и после неё.

### Политическая карьера
1 января 2019 года Барбивай объявила о вступлении в партию «Еш Атид», после чего она была определена кандидатом от партии на парламентских выборах в кнессет 21-го созыва, заняв четвёртое место в партийном списке кандидатов.
При формирования списка кандидатов альянса «Кахоль-лаван», учреждённого на основании списков партий «Еш Атид», «Хосен ле-Исраэль» и «Телем», Барбивай вошла в данный список на десятом месте и была избрана депутатом кнессета 21-го созыва, после того как по результатам выборов, состоявшихся 9 апреля 2019 года, альянс «Кахоль-лаван» занял 35 мест в кнессете.
В кнессете 21-го созыва была членом Комиссии по иностранным делам и безопасности.
На выборах в кнессет 22-го созыва, состоявшихся 17 сентября 2019 года, Барбивай вновь вошла в список кандидатов альянса «Кахоль-лаван» на десятом месте и была избрана в кнессет после того, как альянс «Кахоль-лаван» занял по результатам выборов 33 места в кнессете.
В кнессете 22-го созыва была вновь членом Комиссии по иностранным делам и безопасности, а также членом подкомиссии по готовности и текущей безопасности, подкомиссии по иностранным отношениям и публичной дипломатии и временной подкомиссии по готовности тыла в чрезвычайной ситуации
.
На выборах в кнессет 23-го созыва, состоявшихся 2 марта 2020 года, Барбивай вновь вошла в список кандидатов альянса «Кахоль-лаван» на десятом месте и вновь была избрана в кнессет после того, как альянс «Кахоль-лаван» занял по результатам выборов 33 места в кнессете.
При распаде альянса «Кахоль-лаван» вследствие несогласия членов альянса по вопросу вступления в коалицию с партией «Ликуд» с целью формирования правительства национального единства партии «Еш Атид», включая Барбивай, и «Телем» вышли из состава альянса, создав оставшуюся в оппозиции парламентскую фракцию «Еш Атид—Телем».
В кнессете 23-го созыва была членом Комиссии по иностранным делам и безопасности, а также членом подкомиссии по кадрам в Армии обороны Израиля и совместной комиссии Комиссии по иностранным делам и безопасности и Комиссии по трудовым делам по вопросам Закона о гражданской службе от 2014 года. С 27 мая 2020 года исполняла в кнессете 23-го созыва также должность вице-председателя кнессета. В кнессете того же созыва была также главой парламентской группы дружбы Израиль-Сингапур, членом делегации кнессета на конгресс Межпарламентского союза и членом делегации кнессета на Парламентскую ассамблею НАТО. В кнессете 23-го созыва была также главой лобби по делам солдат Армии обороны Израиля на регулярной и резервистской службе.
На выборах в кнессет 24-го созыва, состоявшихся 23 марта 2021 года, Барбивай вошла в список кандидатов партии «Еш Атид» на втором месте непосредственно после лидера партии Яира Лапида и была избрана в кнессет после того, как партия «Еш Атид» заняла по результатам выборов 17 мест в кнессете.
До формирования правительственной коалиции после выборов Барбивай была назначена на должность председателя Комиссии по иностранным делам и безопасности и стала первой в истории Израиля женщиной на этом посту. Также стала председателем временной подкомиссии по делам разведки, членом временной подкомиссии по готовности и текущей безопасности, временной подкомиссии по защите тыла и временной подкомиссии по кадрам и инвалидам Армии обороны Израиля. В период деятельности Барбивай на посту председателя Комиссии по иностранным делам и безопасности состоялась операция «Страж стен» в секторе Газа, и Барбивай выразила перед правительством свои критические комментарии относительности ряда вопросов, связанных с действием политического эшелона в ходе операции и накануне её.
При формировании 36-го правительства под руководством Нафтали Бенета и Яира Лапида Барбивай была назначена, начиная с 13 июня 2021 года, министром экономики и промышленности Израиля. На основании так называемого «норвежского закона» (ивр. החוק הנורווגי‎), позволяющего депутатам кнессета, назначенным на министерские должности, освободить депутатский пост на время исполнения должности для назначения других членов их партийного списка на пост на этот период, Барбивай (наравне с десятью другими вновь назначенными министрами и заместителя министров) сложила свой депутатский мандат 14 июня 2021 года.
В осуществление коалиционных соглашений 19 июля 2021 года правительство расширило полномочия министерства под руководством Барбивай, постановив о переводе сферы ответственности за вопросы труда и занятости из Министерства труда, социального обеспечения и социальных услуг в ведомство Министерства экономики и промышленности.
В должности министра экономики и промышленности Барбивай продвигала, помимо прочего, реформу технического регулирования импорта, предусматривающую замену процедуры обязательной сертификации и тестирования импортной продукции процедурой декларирования соответствия продукции утверждённым стандартам, а также введение возможности импорта продукции, соответствующей стандартам развитых стран, без необходимости подтверждения соответствия продукции национальным израильским стандартам.
На выборах в кнессет 25-го созыва, состоявшихся 1 ноября 2022 года, Барбивай вновь вошла в список кандидатов партии «Еш Атид» на втором месте непосредственно после лидера партии Яира Лапида и была избрана в кнессет после того, как партия «Еш Атид» заняла по результатам выборов 24 места в кнессете. Фракция «Еш Атид» осталась в оппозиции в данном созыве кнессета, и 29 декабря 2022 года Барбивай сошла с поста министра экономики и промышленности ввиду принесения присяги 37-го правительства Израиля под руководством Биньямина Нетаньяху, в рамках которого министром экономики и промышленности был назначен Нир Баркат.
В кнессете 25-го созыва была членом Комиссии по иностранным делам и безопасности.
В 2023 году израильская некоммерческая организация «Движение за качественную власть в Израиле» объявила о решении присвоить Барбивай звание «Рыцарь качественной власти» (ивр. אביר איכות השלטון‎).
22 июня 2023 года Барбивай заявила о своём намерении представить свою кандидатуру на пост мэра Тель-Авива на муниципальных выборах, назначенных на октябрь 2023 года (а затем отложенных на январь, а в дальнейшем и на февраль, 2024 года), а 30 июля 2023 года уволилась из кнессета, чтобы принять участие в муниципальных выборах. На выборах, состоявшихся 27 февраля 2024 года, Барбивай проиграла действующему мэру Тель-Авива Рону Хульдаи, получив 37,3 % голосов избирателей.
19 марта 2024 года принесла присягу в качестве члена совета муниципалитета Тель-Авива; фракция «Еш Атид» под руководством Барбивай не вошла в совете в коалицию под руководством мэра Хульдаи.
Также входит в состав совета директоров Тель-Авивского музея изобразительных искусств. В 2004 году также была назначена председательницей израильского некоммерческого партнёрства The Women’s Courtyard («Хе-Хацер ха-Нашит», Женский двор), занимающейся поддержкой девушек из социально уязвимых слоёв населения.

### Образование и личная жизнь
За время службы в армии Барбивай получила степень бакалавра Университета имени Бен-Гуриона (в области социологии и гуманитарных наук) и степень магистра делового администрирования израильского отделения Университета Дерби.
Замужем за адвокатом Моше Барбиваем, мать троих детей (две дочери, Таль и Мор, и младший сын Ишай). Имеет также трёх внучек.
Проживала в Гедере и Гиватаиме, ныне проживает в Тель-Авиве.

## Публикации
- אלוף אורנה ברביבאי צה"ל — מעל לכל מחלוקת (Генерал-майор Орна Барбивай, «Армия обороны Израиля — выше всех раздоров»), Ynet (1.10.11) (Архивная копия от 24 июля 2021 на Wayback Machine) (иврит)